# Operace Prime Chance
Operace Prime Chance byla americká speciální vojenská operace probíhající v oblasti Perského zálivu od srpna 1987 do června 1989, tedy v době Íránsko-irácké války.

## Historie

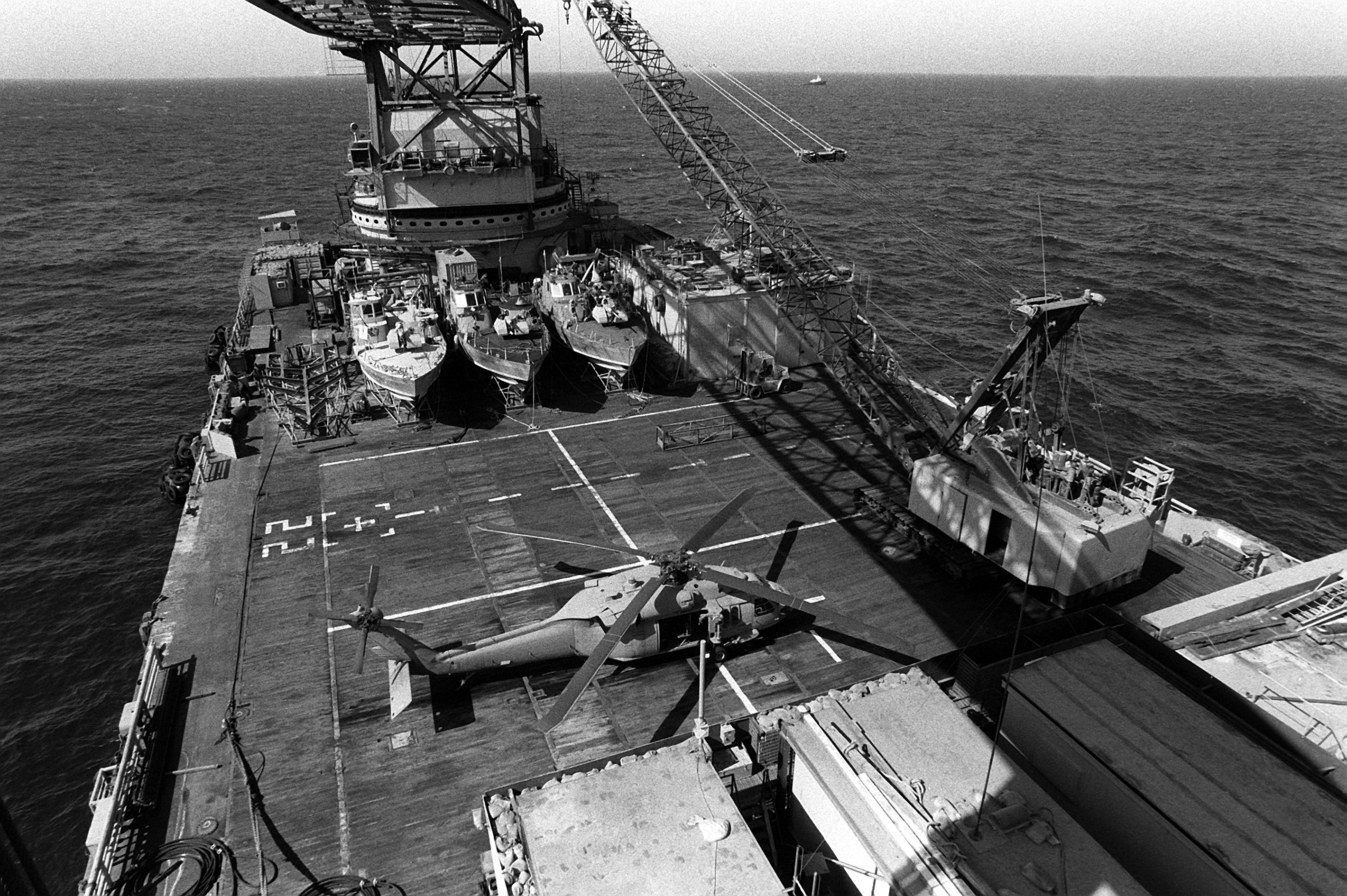
Vrtulník a hlídkové čluny na palubě mobilní námořní základy Hercules

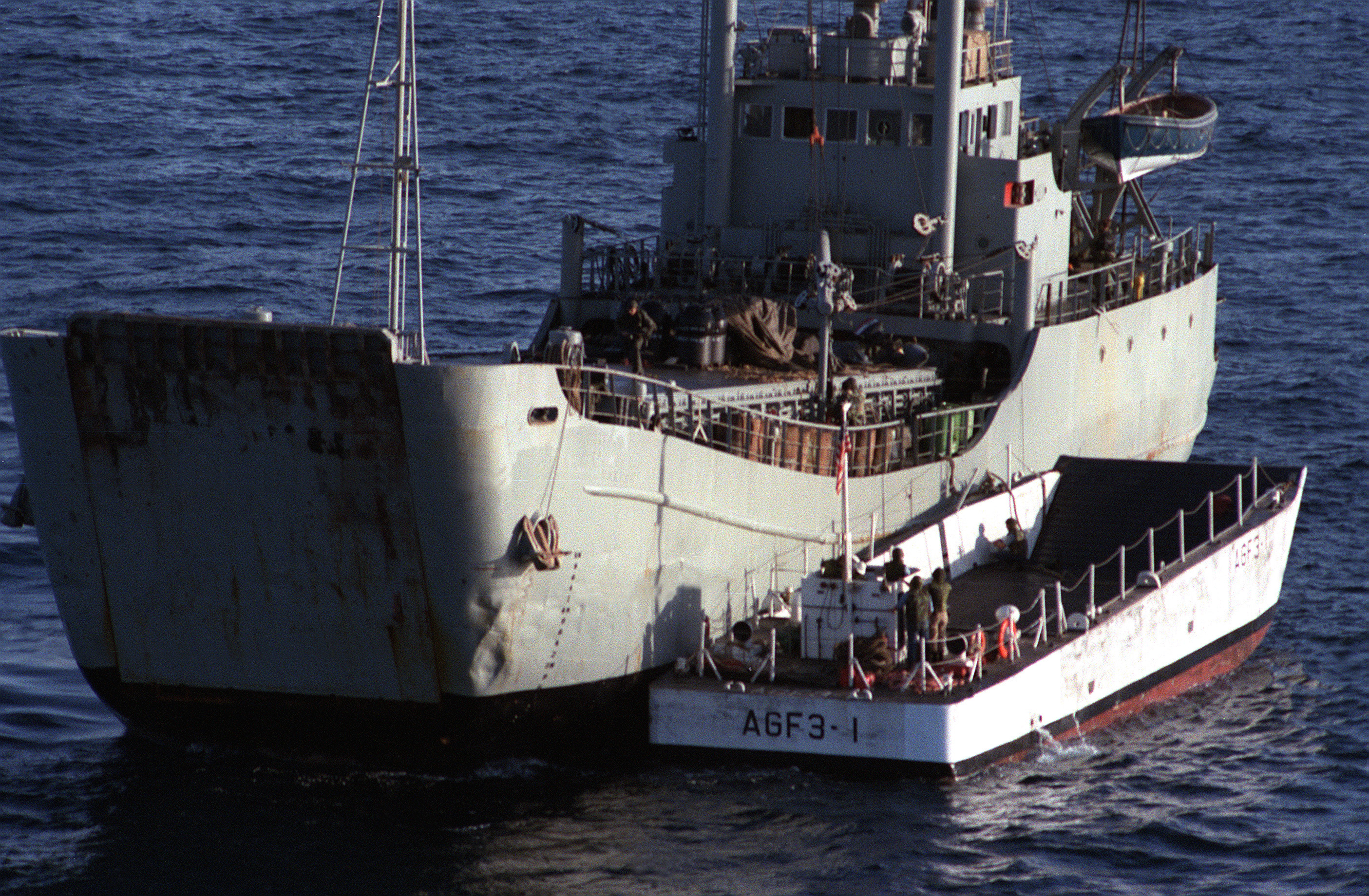
Iran Ajr

Zahájení operace Prime Chance mělo přímou souvislost s operací Earnest Will, v rámci které americké námořnictvo chránilo v době tzv. války tankerů (napadání tankerů neutrálních zemí silami obou válčících států) ropné tankery plující z Kuvajtu skrze Hormuzský průliv do Indického oceánu. Íránské námořnictvo se vzhledem ke své slabosti nepustilo do přímého střetu, ale po nocích kladlo námořní miny či lodě napadalo pomocí rychlých člunů. Během prvního měsíce operace tak byly tři tankery poškozeny výbuchem miny. To si vynutilo preventivní operace amerických speciálních sil, letadel a hlídkování vrtulníků v rámci operace Prime Chance.
Pro účely operace byly vytvořeny dva bojové týmy tvořené dvěma jednotkami speciálních sil SEALs a SBU, námořními pyrotechniky, čtyři vrtulníky AH-6, dva vrtulníky MH-6 (později též MH-60 Blackhawk a od roku 1988 OH-58D Kiowa Warrior) z armádní vrtulníkové jednotky pro speciální operace 160th SOAR a šesti hlídkovými čluny PBR Mark III námořních speciálních sil. Vrtulníky a hlídkové čluny operovaly z mobilních námořních základen Hercules a Wimbrown VII spadajících pod místní oblastní velitelství speciálních sil. Báze byly vytvořeny z ropných těžařských lodí, přičemž každá pojmula až 10 hlídkových člunů, tři vrtulníky, palivo, munici, údržbářské dílny a přes 150 mužů.
Konvoje obvykle doprovázely pozorovací vrtulníky, které v případě nalezení cíle přivolaly ozbrojené vrtulníky, nebo hlídkové čluny s operátory speciálních jednotek. Nejčastěji se jednalo o zásahy proti malým člunům. Největším úlovkem byla íránská výsadková loď Iran Ajr nasazaná jako minonoska, kterou operátoři SEALs za asistence dvou vrtulníků AH-6, startujících z fregaty USS Jarrett (FFG-33), obsadily dne 21. září 1987. Plavidlo bylo následně potopeno trhavinami. Dne 8. října 1987 pak vrtulníky zničily tři íránské rychlé čluny.
Operace Prime Chance byla ukončena po skončení Íránsko-irácké války. Mobilní báze Wimbrown VII byla stažena v prosinci 1988 a báze Hercules až v červnu 1989, tedy více než půl roku po skončení války.